# Långviksvallen
Långviksvallen är en by i Umeå kommun mellan västra sidan av Tavelsjön och Vallberget, cirka 23 km från Umeå. Invånarantalet ligger kring 80 personer. Länsväg 363 svänger runt Tavelsjön i byn. Avståndet till Umeå tätort är cirka 25 kilometer.
I Långviksvallen finns äppelträd från 1917 och Västerbottens största hagtornsträd. Även körsbärsträd och plommonträd klarar sig liksom grönsaker av många slag. 
Byn är en bra utgångpunkt för klättring på Vallberget som ligger 268 m över havet. Från bergets topp ser man milsvida, förutom Tavelsjöbygden ser man ända ut till havet och Holmön. Vallberget har många besökande bergsklättrare från tidig vårvinter fram till senhösten. 

## Historia
Byn var tidigare Långvikens fäbodvall, men fick vid laga skiftet fast bebyggelse. I mitten av 1800-talet härjade en skogsbrand som sträckte sig över flera kvadratmil och som man fortfarande kan se spår av.
Långviksvallen upplevde en kraftig tillväxt under 1940-talet till följd av att ett sågverk, Bröderna Sandströms Såg och Snickeri etablerades. Sågverket fick under 1980-talet nya ägare och lades ned i slutet av 1980-talet. På samma plats finns nu ett av Nordens största förlag för bland annat handböcker för amerikanska bilar. Fram till 1977 fanns det också två livsmedelsaffärer i Långviksvallen.